# Hovhannes Shiraz
Hovhannes Shiraz, pseudonimo di Onik Tadevosi Karapetjan, in armeno Օնիկ Թադևոսի Կարապետյան? (in armeno Հովհաննես Շիրազ?; Gyumri, 27 aprile 1914 – Erevan, 14 marzo 1984), è stato un poeta armeno, vincitore del Premio di Stato della RSS armena nel 1975 per la sua raccolta di poesie Hamamardkayin ("Universale").
Nel 1935 divenne membro dell'Unione degli scrittori dell'URSS.

## Biografia
Onik Tadevosi Karapetjan nacque nel 1914 a Gyumri, nell'allora impero russo e oggi in provincia di Shirak. Crebbe in povertà e sin dall'infanzia nutrì una grande passione per la letteratura. Nel 1935 uscì la sua prima raccolta di poesie intitolata Garnanamowt ("L'inizio della primavera"), le cui liriche sono incentrate sul cambio di stagione e sui tutto ciò che accade in natura e tra gli uomini in quel periodo dell'anno. Il noto scrittore Atrpet, che scoprì il talento del giovane poeta, gli diede il soprannome di Shiraz, un omaggio all'omonima città iraniana e alle rinomate rose che ivi si coltivano, il cui profumo era a suo parere riconducibile alle poesie del giovane Karapetjan.
Shiraz studiò filologia all'Università Statale di Erevan e letteratura all'Istituto letterario Maksim Gor'kij. Nel 1958 pubblicò il primo capitolo della serie K̕nar Hayastani ("La lira dell'Armenia", considerato il suo capolavoro letterario), a cui seguirono il secondo nel 1965 e il terzo nel 1974. Fu autore di poesie patriottiche e liriche tra cui si menzionano Ani, Siamant̕o ew Xǰezare, Ēk̕spromt, Im sowrb Hayrenik̕, Sers gaġtni t̕oġ mna e tante altre, nonché Hayoc̕ Dant̕eakan (1941), un poema sul genocidio armeno soggetto a censura da parte delle autorità sovietiche. L'opera, consistente di 8000 versi, venne pubblicata nella sua interezza solo nel 1990 a Erevan. Sino ad allora si assistette alla pubblicazione di piccoli frammenti di essa accettati dal governo e di qualche capitolo apparso a Beirut e a Teheran.
Hovhannes Shiraz morì il 14 marzo 1984 all'età di 70 anni e fu sepolto nel Pantheon di Komitas di Erevan. In suo nome sono stati intitolati l'istituto n. 169 di Erevan e una via a Nuova Julfa, quartiere armeno della città iraniana di Esfahan. Nella natale Gyumri è stato inaugurato un museo in suo nome.

## Vita privata
Shiraz si sposò due volte. La prima moglie fu la poetessa armena Silva Kaputikian, da cui nacque il primogenito Ara Shiraz, un architetto di successo. Dalla seconda moglie Sciuscian invece ebbe 7 figli, tra cui il poeta Sipan Shiraz.

## Opere parziali
- Mi petur im arciv kyankic, Erevan, Hayastan Hratarakcutyun, 1984